# جرد ليبي
الجرد الليبي أو فأر الصحراء الكبير العربي الشرقي (الاسم العلمي: Meriones libycus) هو نوع من القوارض ينتمي لعائلة الفأريات. يَعيش في أفغانستان والجزائر والصين وإيران والعراق والأردن وكازاخستان وليبيا وموريتانيا والمغرب والسعودية وسوريا وتونس وتركمانستان وأوزباكستان. موئله الطبيعي هو المناطق المدارية وشبه المدارية الجافة والصحاري والحدائق الريفية.